# På låven sitter nissen
På låven sitter nissen (zu Deutsch: In der Scheune sitzt der Nisse) ist ein norwegisches Weihnachtslied nach einem traditionellen Text von Margrethe Munthe, die diesen erstmals in einem Liederbuch im Jahr 1911 veröffentlichte, damals noch unter dem Titel Nissen og rotterne (‚Der Nisse und die Ratten‘). Dieses Lied ist das im skandinavischen Sprachraum älteste und am meisten verbreitete nichtchristlich-traditionelle Weihnachtslied. Die Melodie gleicht dem deutschen Lied Im Grunewald, im Grunewald ist Holzauktion von Franz Meißner (Melodie) und Otto Teich (Text), das um 1890 entstand.

## Inhalt
Dieses Lied hat drei Strophen und handelt von einem Nisse (Weihnachtsnisse), der in der Scheune neben dem Haus sitzt und seine geliebte – und in Norwegen traditionelle – Weihnachtsgrütze isst. Hierbei wird er von Ratten gestört, die auch etwas von der Grütze abbekommen möchten. Als alles Schimpfen und Drohen mit dem Löffel nicht hilft, droht er schließlich, die Katze zu holen, und schafft es damit, die Ratten zu vertreiben.